# Димитрина Михайлова
Димитрина Алипиева Михайлова е българска езиковедка, ономастка.

## Биография
Родена е на 6 октомври 1942 година година в Скопие, тогава анексиран от Царство България, днес столица на Северна Македония. След изтеглянето на българските войски от Вардарска Македония, семейството ѝ се преселва в Свободна България и се установява във Видин, където завършва средно образование във Видинската гимназия. След това завършва българска и руска филология в Софийския университет.
В 1965 година се завръща във Видин, където до 1969 година е учителка по български език и литература в Професионална гимназия „Димитър Благоев“ (днес Средно училище „Цар Симеон Велики“). В 1969 година Михайлова печели конкурс и започва работа в Секция за общо индоевропейско и балканско езикознание с класически и нови езици и в Секция за българска ономастика към Института за български език при Българската академия на науките. Защитава докторска дисертация в 1979 година на тема „Топонимията в Михайловградско“, като от 1985 година е доцент. В периода 1989 - 1993 година е хонорувана преподавателка в Института за чуждестранни студенти „Гамал Абдел Насър“, като също така е лектор по български език и българска цивилизация в университета в Саарбрюкен.
Научната дейност на доцент Михайлова е в областта на етимологията и ономастиката. Тя е съавторка на академичния „Български етимологичен речник“ (1970-2017), на научния труд на международен колектив от учени „Славянски ономастичен атлас“ (1973-1988) и на „Библиография на българската ономастика“ (1981-2000). В периода от 2010 до 2015 година е част от научния екип към Великотърновския университет, за изготвяне на „Тезаурус на българската топонимия – източник на информация за културно-историческото минало и народностна идентичност“. Авторка е на редица монографии, статии и рецензии. Членка е на Подкомисията за „Славянски ономастичен атлас“ към Международната комисия за славянска ономастика и на Националния координационен ономастичен съвет.